# Li Ka-shing
Li Ka-shing (chinesisch 李嘉誠 / 李嘉诚, Pinyin Lǐ Jiāchéng, Jyutping Lei4 Gaa1sing4, kantonesisch Li Ka-shing, Pe̍h-ōe-jī Lí Ka-sîng; * 13. Juni 1928 in Chaozhou, Provinz Guangdong) ist ein Handelsunternehmer und Investor in Hongkong. 2025 wurde sein Vermögen vom Fortune auf knapp 37 Milliarden US-Dollar geschätzt. Er nahm damit auf der Liste der reichsten Menschen der Welt Rang 38 ein.

## Leben
Li Ka-shing flüchtete in seiner Jugend vor den japanischen Besetzern aus seiner Heimat Südchina und ging nach Hongkong. Im Alter von 13 Jahren starb sein Vater und er musste die Schule verlassen. Er arbeitete als Fabriklehrling, um seine Familie zu versorgen. Dort arbeitete er sehr fleißig und stieg schnell auf.
Seine erste Firma namens Cheung Kong Industries (長江工業 – „Jangtsekiang-Industrie, Langer Fluss-Industrie“) gründete er im Alter von 19 Jahren. Die Firma stellte Plastikblumen und Spielzeug aus Kunststoff her und exportierte vor allem in die USA. Einer der vielen Kunden war Hasbro, für die die Action-Figur G.l. Joe hergestellt wurde. Nach nur 12 Jahren machte die Firma bereits einen Umsatz von 10 Millionen Hongkong-Dollar im Jahr. Durch geschickte Investition der Gewinne in Grundstücke und Immobilien vermehrte Li Ka-shing das Vermögen. Er besitzt Anteile an den größten Containerhäfen rund um den Globus (u. a. Hongkong, China, Rotterdam, Panama und den Bahamas). 1972 brachte er Cheung Kong Holdings an die Börse, 1979 wurde er Mehrheitsaktionär der Hutchison Whampoa Limited. Seine Firmen machen rund ein Drittel der Marktkapitalisierung der Hongkonger Börse aus. Im Jahr 1987, dem Jahr der Erstveröffentlichung, erschien er auf der Liste The World’s Billionaires des US-amerikanischen Wirtschaftsmagazin Forbes und kaufte für 500 Millionen US-Dollar die Hälfte des kanadischen hoch defizitären Unternehmens Husky Oil auf, dieser Anteil war bis 2012 auf über 8 Milliarden US-Dollar angewachsen. In Deutschland ist er seit 2004 mit 40 Prozent an der Drogeriemarktkette Rossmann beteiligt. Seit dem Jahr 2015 ist er durch die Umstrukturierung und Eingliederung der Cheung Kong Holdings zusammen mit Hutchison Whampoa Vorstandsvorsitzender der CK Hutchison Holdings.
Er beteiligte sich mit 100 Millionen Hongkong-Dollar an der Finanzierung eines Gebäudes auf dem Gelände der Hong Kong Polytechnic University. Im Li Ka-shing Tower befinden sich unter anderem die Abteilungen Marketing und Logistik. Der jüngere seiner beiden Söhne Richard Li investierte bei der US-amerikanischen Versicherungsgesellschaft AIG eine halbe Mrd. Dollar und erwarb unter anderem die bulgarische Telekomfirma Vivacom.
2017 übernahm seine CK Hutchison Holdings für 4,5 Milliarden Euro die Ablesefirma Ista International.
Im März 2018 verkündete Li Ka-shing, dass er zum 10. Mai 2018, nach der Hauptversammlung seiner Firma CK Hutchison Holdings, in den Ruhestand treten würde. Sein Nachfolger auf dem Posten des Chairman und geschäftsführenden Direktor wurde sein ältester Sohn Victor Li. Li Ka-shing steht aber weiterhin für seine Firma als Berater zur Verfügung.